# Lactobacillus crustorum
Lactobacillus crustorum is een bacterie behorende tot het geslacht Lactobacillus. De soort valt onder de melkzuurbacteriën en is geïsoleerd uit Belgisch zuurdesembrood.
Lactobacillus crustorum is een grampositieve facultatief anaerobe staafvormige bacterie.